# Convolvulus longipedunculatus
Convolvulus longipedunculatus är en vindeväxtart som beskrevs av D. Podlech. Convolvulus longipedunculatus ingår i släktet vindor, och familjen vindeväxter. Inga underarter finns listade i Catalogue of Life.